# 2000 SG344
2000 SG344は、地球近傍天体の1つである。天然の小惑星であるか、人工惑星であるかははっきりしていない。2000年9月にマウナケア天文台群で発見されたが、後に1999年5月にも観測されていたことが判明している。

## 概要
大きさはおおむね37mと推定されている。長短径の比が2:1の棒状であり、およそ10分で自転している。質量は約7万1000トンであると推定されている。公転周期353日、軌道長半径 0.9775AU、離心率0.0669と、地球とよく似た軌道要素を持っており、地球に衝突するリスクがある天体である。

## 人工物体の可能性
2000 SG344の軌道があまりにも地球と似通っているため、天然の天体ではなく、1970年前後にアポロ計画で打ち上げられたサターンVロケットの第3段であるS-IVBである可能性が高いと考えられてきた。実際、1971年2月19日に地球から1016万km、同年7月2日に地球から162万kmのところを通過していたと計算されている。
仮にS-IVBである場合、その候補はアポロ8号から15号の中にあり、特に軌道の性質からアポロ12号、14号、15号のいずれかのミッションで用いられた物であると考えられていた。しかし、14号と15号のS-IVBは、いずれも月面に衝突したと考えられているため、生き残っている可能性があるのは12号のS-IVBだった。しかし、2002年9月3日に地球周回軌道で発見され、J002E3と仮称されていた天体が後に12号のS-IVBであることが判明した。また、打ち上げから30年以上経過しているため、宇宙塵に晒されて二酸化チタンの白色塗料が腐食され、反射率が低下していることを考慮すると、2000 SG344の絶対等級はS-IVBにしては大きいと考えられている。そのため、現在では天然の小惑星である可能性が高まっており、後述するとおり有人による小惑星探査ミッションの候補天体にもなっている。

## 衝突のリスク
2000年11月3日に、2000 SG344は地球に衝突する可能性があると報じられた。この当時のIAUとNASAの発表では、2030年9月21日に、0.2%の確率で地球に衝突するかもしれないというものだった。その発表の直後、アリゾナ大学のカール・ハーゲンローザーが、カタリナ・スカイサーベイによって、1999年5月17日に2000 SG344を観測していたことを突き止め、そのデータを元に軌道を計算した。そして5日に、JPLのドナルド・ヨーマンスが、2030年の衝突可能性はまったくなくなったという声明を発表した。現在、最接近時刻は2030年9月22日の協定世界時22時42分前後と推定され、接近距離は512万km (0.0342AU)、最大でも473万km (0.0316AU) と、地球と月の13倍程度の距離を通過すると考えられている。
2030年以外に衝突のリスクが高いとされる日は2071年9月16日であり衝突確率は1100分の1程度と推定されるが、サイズが小さいためトリノスケールは0、パレルモスケールも-3.20となっている。なお、1980年代以降で一番接近したのは最初の観測日に近い1999年5月6日で、地球から56万8000km、地球から月までの距離の1.5倍まで接近している。
2004年12月にアポフィスの衝突リスクが語られるまで、2000 SG344は今後100年間で最も衝突リスクのある天体として知られていた。仮に衝突した場合、地球との相対速度は11.23 km/sで、もし小惑星であれば衝突エネルギーは1.1メガトン（4600兆J）、広島型原爆の約70倍であると推定されている（大気中で爆発しない場合、幅約30mの衝撃クレーターができる可能性がある）。しかし、サターンVのS-IVBならば全長17.8mの筒なので、大気圏再突入時に燃え尽きてしまうだろうと考えられている。

## その他
2008年、2000 SG344は開発中の有人ミッション用宇宙船オリオンを用いたミッションにおいて、有人による小惑星調査の候補天体に選ばれた。これは、2028年から2030年にかけて地球にかなり近づき、少ないデルタVで到達できるようになるためである。
2000 SG344は地球より離心率が大きいため、金星にやや接近することがある。1974年8月17日と1988年2月6日には、共に金星から2020万km台まで接近したと考えられている。